# Lago Riesco
El lago Riesco es un cuerpo de agua superficial que se encuentra ubicado en la región de Aysén del general Carlos Ibáñez del Campo, Chile. Emplazándose en el valle del río Blanco (Oeste), con una altitud de 15 m s. n. m. Se ubica a 27 km de la ciudad de Puerto Aysén, en la provincia de Aysén.

## Ubicación y descripción
Es de origen glacial y las montañas que lo rodean alcanzan una altitud de 500 a 1200 metros, pero entre ellas el cerro El Riesco llega hasta los 1455 m. Su profundidad máxima es de 126 m y la media es de 67,5 m. Su superficie abarca 16,3 km².: 6 

### Geomorfología
Desde el punto de vista geológico, se ubica en el margen sureste de la zona de falla Liquiñe-Ofqui, a la cual se asocian una serie de [[lineamiento]9s con direcciones predominantes en la zona, incidiendo en la organización del relieve y en la orientación de los ejes de erosión glacial y fluvial. El lago Riesco representa una superficie de 14,79 km², representando una cubeta de sobreexcavamiento glacial, además de encontrarse represado por una morrena frontal, en dirección norte del lago.
A nivel regional, el lago se aloja en el margen noreste de la Región Patagónica y Polar del Islandsis Antártico. Localmente, este lago se ubica en la subregión morfológica de las Cordilleras Patagónicas Orientales con Ríos y Lagos de Control Tectónico y Hundimiento (Börgel, 1983), sobre la Cordillera de los Andes bajo el efecto estructurador de la tectónica y modelador de la intensa actividad glacial cuaternaria. Se reconoce parcialmente la unidad morfoestructural de la Cordillera Principal, correspondiendo a las cumbres más altas del área (> 2.000 m s.n.m.). Las rocas aflorantes corresponden a plutones graníticos.

## Hidrografía
Su emisario es el río Riesco, que lleva sus aguas hasta el río Blanco (Oeste).

## Historia
Luis Risopatrón lo describe en su Diccionario Jeográfico de Chile (1924):: 766 
Riesco (Lago). Recibe el río Condor i desagua al NE por el río de aquel nombre, al río Blanco, del Aisen.

## Población, economía y ecología
Consta con acceso terrestre, por medio de la ruta X-550 y la de un camino privado que lleva al parque Aiken.
SERNATUR lo describe como:: 96 
Es un lago costero de 14 km²., está rodeado de montañas y de frondosos arrayanes. Por su cercanía a la ciudad de Puerto Aysén es muy visitado para la práctica de la natación, pesca recreativa y deportes náuticos. Sus aguas desembocan en el río Blanco que recoge las aguas de todo el sistema lacustre del suroeste de ciudad de Coyhaique.

### Clima
El Clima predominante en esta zona es el marítimo templado-frío y lluvioso. Se caracteriza porque la temperatura promedio del mes más cálido es inferior a 14 °C, los mínimos medios invernales no alcanzan a 0 °C, hay más de cuatro meses con temperaturas sobre los 10 °C y las precipitaciones anuales son cercanas a los 2.973 mm, producto de los vientos generados por altas presiones, que provienen principalmente desde el Oeste (Westerlies), cargados de humedad en su largo trayecto oceánico descargan gran parte de ésta en las laderas de barlovento.

### Flora y fauna
El predominio en esta zona es la región vegetal del Bosque magallánico siempre verde, Se trata de una selva siempre verde, que se instala donde las precipitaciones son superiores a 2.000 mm. Las especies dominantes son: Nothofagus betuloides (coigue de Magallanes),  Drimys winteri (canelo), Maytenus magellanica (leña dura), Pilgerodendron uvifera (ciprés de las Guaitecas) y Austrocedrus chilensis (ciprés de la Cordillera), Luma apiculata (arrayán). En este bosque también se desarrolla gran cantidad de musgos, líquenes y helechos además de arbustos tales como Berberis  ilicifolia (chelia),  Berberis  microphylla (calafate), Fuchsia magellanica (Chilco) y Ribes  magellanicum (zarzaparrilla).
La fauna presente en este sector de la cuenca, que corresponde al flanco oriental de la Cordillera Principal, se compone del puma del Sur (Puma concolor puma) y en las partes inaccesibles quedan todavía algunos ejemplares de huemul (Hippocamelus bisulcus).

### Estado trófico
La eutrofización es el envejecimiento natural de cuerpos lacustres (lagos, lagunas, embalses, pantanos, humedales, etc.) como resultado de la acumulación gradual de nutrientes, un incremento de la productividad biológica y la acumulación paulatina de sedimentos provenientes de su cuenca de drenaje.: 4  Su avance es dependiente del flujo de nutrientes, de las dimensiones y forma del cuerpo lacustre y del tiempo de permanencia del agua en el mismo.: 24  En estado natural la eutrofización es lenta (a escala de milenios), pero por causas relacionadas con el mal uso del suelo, el incremento de la erosión y por la descarga de aguas servidas domésticas entre otras, puede verse acelerado a escala temporal de décadas o menos.: 4  Los elementos más característicos del estado trófico son fósforo, nitrógeno, DBO5 y clorofila y la propiedad turbiedad. Una medición objetiva y frecuente de estos es necesaria para la aplicación de políticas de protección del medio ambiente. 
La clasificación trófica nombra la concentración de esos objetos bajo observación (de menor a mayor concentración): ultraoligotrófico, oligotrófico, mesotrófico, eutrófico, hipereutrófico. Ese es el estado trófico del elemento en el cuerpo de agua. Los estados hipereutrófico y eutrófico son estados no deseados en el ecosistema, debido a que los bienes y servicios que nos brinda el agua (bebida, recreación, entre otros) son más compatibles con lagos de características ultraoligotróficas, oligotróficas o mesotróficas.: 14 
Según un informe de la Dirección General de Aguas de 2018, la evaluación actual del estado trófico del lago Riesco presenta una condición oligotrófica o ultraoligotrófica.: 163 